# Pteropus admiralitatum
Pteropus admiralitatum är en däggdjursart som beskrevs av Thomas 1894. Pteropus admiralitatum ingår i släktet Pteropus och familjen flyghundar. IUCN kategoriserar arten globalt som livskraftig.
Inga underarter finns listade i Catalogue of Life. Wilson & Reeder (2005) skiljer mellan 4 underarter.
Denna flyghund förekommer på Bismarckarkipelagen, Amiralitetsöarna och Salomonöarna. Arten vistas främst i låglandet och den når ibland låga bergstrakter upp till 900 meter över havet. Individerna vilar gömda i växtligheten.